# Viehwäldchen, Apfelkammer, Neuwäldchen
Viehwäldchen, Apfelkammer, Neuwäldchen ist seit 1993 ein Naturschutzgebiet in Mannheim.
Es hat eine Größe von 38,5 Hektar und liegt im Osten Mannheims, östlich der Bundesautobahn 6. Im Norden verläuft die Landesgrenze zu Hessen, wo sich beidseits der Grenze die Viernheimer Düne befindet (im hessischen Teil als Naturdenkmal geschützt). Ein Teil gehörte zuvor zum Landschaftsschutzgebiet Käfertaler Wald.
Das Naturschutzgebiet ist Teil des FFH-Schutzgebietes „Sandgebiete zwischen Mannheim und Sandhausen“ im oberrheinischen Flugsandgebiet, das sich von Rastatt bis Mainz zieht. Es unterteilt sich in drei unterschiedliche Räume:
1. Das Neuwäldchen im Westen ist ein Kiefern-Robinien-Wald mit Magerrasen.
2. Das Gewann Apfelkammer wird landwirtschaftlich genutzt, auf brachliegenden Flächen haben sich Arten der Sandrasen angesiedelt. Bemerkenswert ist die Viernheimer Düne, der kalkreiche trockene Sand unterliegt täglichen Temperaturschwankungen von bis zu 50 °C. An diese Bedingungen haben sich seltene Tier- und Pflanzenarten angepasst wie die Silberscharte und die Blaugraue Kammerschmiele und eine reiche Laufkäfer-, Heuschrecken- und Wildbienenfauna.
3. Eine weitere Binnendüne im Osten des Naturschutzgebiets ist mit einem Robinienwald (Viehwäldchen) bewachsen. Hier kommen Schwarzpurpurner Lauch, Hunds-Kerbel und Schopfige Traubenhyazinthe vor, außerdem zwei seltene Pilze Zitzen-Erdstern und Kragen-Erdstern.